# Lorenzo Baldisseri
Lorenzo Baldisseri (Barga, Italia, 29 de septiembre de 1940) es un cardenal, canonista y diplomático italiano.

## Biografía
Nacido en el municipio de Barga, en la Toscana,  en el año 1940, proviene de una familia originaria de la localidad de Camporgiano.
Realizó sus estudios eclesiásticos en el seminario diocesano de su diócesis natal, siendo ordenado sacerdote el día 29 de junio de 1963 por el entonces arzobispo de Pisa Ugo Comozzo.
Tras su ordenación sacerdotal, entró en el Pontificio Instituto de Música Sacra de Roma, pero más tarde decidió estudiar en la Pontificia Universidad Lateranense donde se doctoró en Derecho canónico.
El 3 de diciembre de 1973, pasó a trabajar en el Servicio Diplomático de la Santa Sede, siendo luego destinado como secretario adjunto de las Nunciaturas Apostólicas de El Salvador y Guatemala, de las que en 1974 pasó a ser secretario y a finales del año el 13 de diciembre el papa Pablo VI le otorgó el título honorífico de Capellán de Su Santidad pasando a ser monseñor.
Años más tarde en 1977, fue secretario de la nunciatura en Japón. En 1980 se convirtió en auditor de la nunciatura apostólica de Brasil, en 1981 en la de Paraguay y en 1983 en la de Francia. En 1986 se trasladó a Zimbabue donde fue consejero de la nunciatura, luego el 27 de mayo de 1987 el papa Juan Pablo II le concedió el título de prelado de Honor de Su Santidad.

### Episcopado

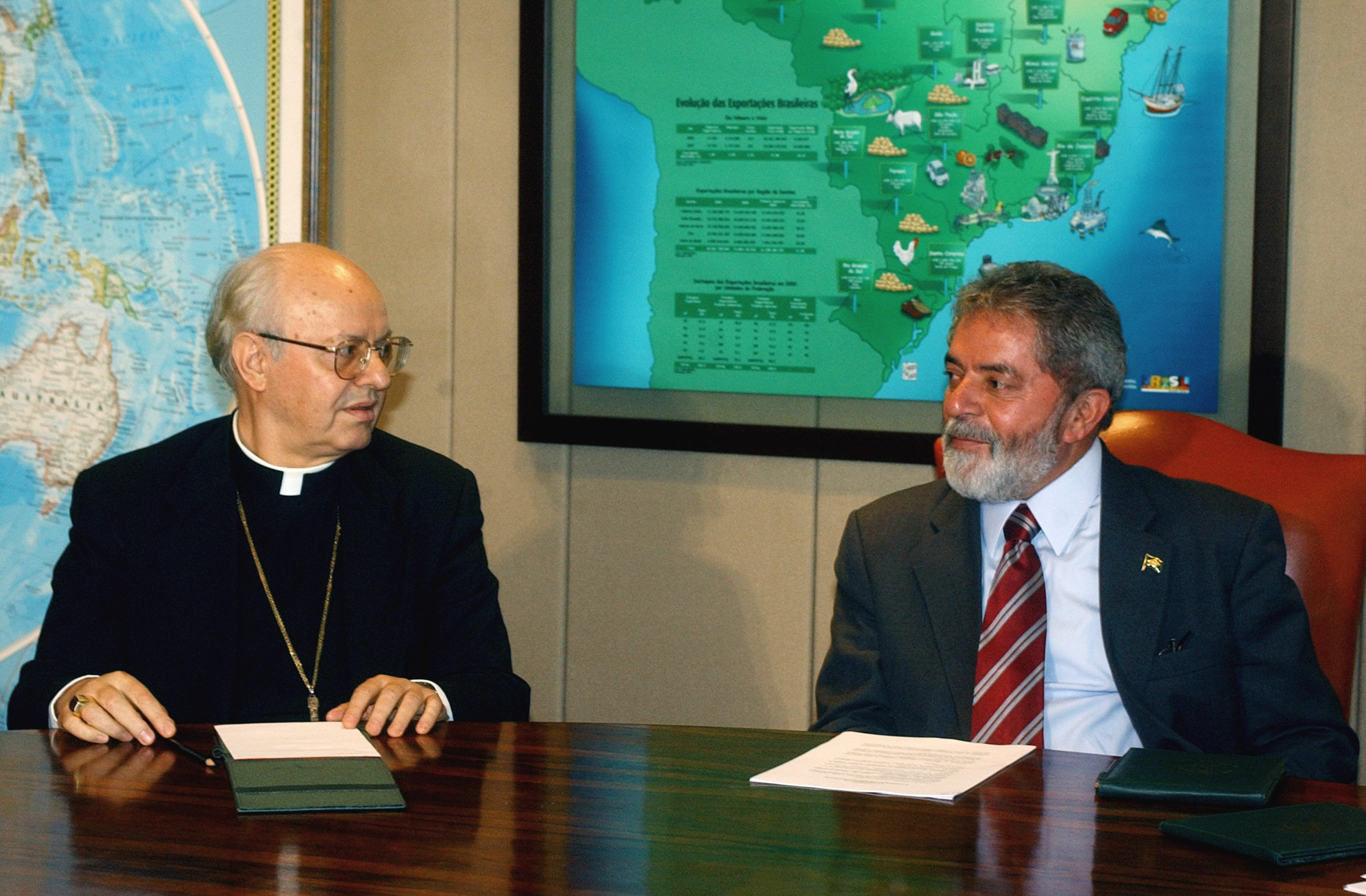
Lorenzo Baldisseri junto al presidente de Brasil, Lula da Silva.

El día 15 de enero de 1992, el papa Juan Pablo II lo nombró nuncio apostólico de Haití y obispo titular de Dardania (cargo de obispo que actualmente ocupa), recibiendo la consagración episcopal el 7 de marzo del mismo año, a manos del cardenal Angelo Sodano y teniendo como co-consarantes a Justin Francis Rigali y Alessandro Plotti.
Seguidamente el 6 de abril de 1995 fue nombrado nuncio apostólico de Paraguay hasta el 19 de junio de 1999 que fue nuncio en la India y a su vez el 23 de junio de ese mismo año también se le asignó la nunciatura de Nepal.
El 12 de noviembre de 2002 fue nombrado nuncio apostólico de Brasil.
El 11 de enero de 2012 el papa Benedicto XVI lo nombró Secretario de la Congregación para los Obispos, Desde 7 de marzo de 2012 ocupó el cargo de secretario del Colegio Cardenalicio.
El 21 de septiembre de 2013 fue nombrado secretario general del Sínodo de los obispos por el papa Francisco sustituyendo al croata Nikola Eterović. En tal carácter, participó en la preparación y desarrollo del Sínodo extraordinario de obispos sobre la familia.
El 15 de enero de 2014 fue nombrado miembro de la Pontificia Comisión para América Latina.
El 24 de mayo de 2018 fue confirmado como Secretario general del Sínodo de los Obispos usque ad octogesimum annum.
Con fecha 15 de septiembre de 2020 cesó en el cargo de Secretario general del Sínodo de los Obispos.

### Cardenal
Tras la finalización del cónclave de 2013, el papa Francisco se quitó el solideo rojo de cardenal y lo puso en la cabeza del arzobispo Lorenzo Baldisseri, quien había oficiado de secretario del cónclave, lo que sugería su llegada al purpurado. Este gesto del papa tuvo como antecedente más cercano el de Angelo Roncalli —Juan XXIII— quien, luego de ser elegido papa, colocó su solideo cardenalicio en la cabeza del secretario del cónclave, Alberto Di Lorio. El 12 de enero de 2014, durante el rezo del Ángelus, el papa Francisco anunció públicamente los nombres de los 19 primeros cardenales que crearía, lista que incluía a Lorenzo Baldisseri. Fue creado cardenal-diácono de san Anselmo en el Aventino el 22 de febrero de 2014.
El 29 de julio de 2014 fue nombrado miembro de la Congregación para la Evangelización de los Pueblos.
El 16 de abril de 2019 fue confirmado como miembro de la Congregación para las Causas de los Santos usque ad octogesimum annum y el 26 de abril, de la Congregación para los Obispos usque ad octogesimum annum.
El 1 de julio de 2024, durante un Consistorio presidido por el papa Francisco, fue promovido a la Orden de los Presbíteros manteniendo la Diaconía elevada pro hac vice a título cardenalicio.

## Títulos
| Distinción                      | Periodo                 | Otorgado      |
| ------------------------------- | ----------------------- | ------------- |
| Capellán de Su Santidad         | 13 de diciembre de 1974 | Pablo VI      |
| Prelado de Honor de Su Santidad | 27 de mayo de 1987      | Juan Pablo II |